# Esporte Clube Osasco
Esporte Clube Osasco é uma agremiação esportiva de Osasco, no estado de São Paulo, fundada a 21 de fevereiro de 1984.

## História
Suas cores são azul e branca. Teve 8 participações no Campeonato Paulista de Futebol.
Com o licenciamento do Osasco Futebol Clube, a prefeitura patrocinou a criação do departamento de futebol profissional do Esporte Clube Osasco. O resultado não poderia ser melhor: logo em seu primeiro ano de disputa no profissionalismo, em 2000, o time se sagrou campeão da Série B-2 (Quinta Divisão), atualmente extinta. 
Nos dias atuais, o ECO está com seu departamento de futebol profissional desativado, após cair em 2007 para a quarta divisão do Campeonato Paulista. Em 2011 foi cogitada a volta às atividades profissionais. A equipe não disputou nenhuma competição profissional, diferentemente do Osasco Futebol Clube, entretanto seu nome passou a constar na lista de filiados à FPF.
O ECO funciona atualmente com suas categorias de base.

## Títulos

### Estaduais
- Campeonato Paulista - Série A4 = 2001
- Campeonato Paulista - Segunda Divisão = 2000

## Estatísticas
| Aumento | Promovido à divisão superior  |
| Baixa   | Rebaixado à divisão inferior  |
| Inativo | Licenciamento no ano seguinte |

|  | Participações em 2021 |

| Competição         | Temporadas | Melhor campanha    | Anos      | A | R |
| Série A3           | 6          | 4º colocado (2002) | 2002-2007 | – | 1 |
| Segunda Divisão    | 1          | Campeão (2001)     | 2001      | 1 | – |
| Série B2 (extinto) | 1          | Campeão (2000)     | 2000      | 1 |   |